# Magaria
Magaria este o comună urbană din departamentul Magaria, regiunea Zinder, Niger, cu o populație de 75.876 de locuitori (2001).